# Camille Guy
Camille, Lucien, Xavier Guy, né le 18 mai 1860 à Saint-Vit (Doubs) et mort le 21 mai 1929 à Paris, est un administrateur colonial français.

## Carrière
Agrégé d'histoire et de géographie, il est nommé gouverneur du Sénégal de 1902 à 1903, en remplacement de Louis Mouttet. Il met en place la première charte de l'enseignement et un réseau d'écoles de village, d'écoles régionales et d'écoles urbaines.
Remplacé à Dakar par Charles Rognon, il devient gouverneur de La Réunion de 1908 à 1910, succédant à Henri Cor. Ne parvenant pas à faire face à la tension politique qui règne à La Réunion et à appliquer la séparation entre la politique et l’Église, il demande à rentrer en Métropole qui lui sera accordé avant les élections législatives.
Il est gouverneur de la Martinique de 1915 à 1920. Le 18 février  1917, Camille Guy inaugure la statue baptisée Saint-Pierre renaissant de ses cendres, réalisée par Madeleine Jouvray, à la place Bertin. La ville avait dû faire face à une éruption de la montagne Pelée en 1902. Le 26 novembre , le Conseil général institue une prime de reconstruction dans les régions sinistrées. Cette prime sera rendue exécutoire par arrêté du Gouverneur le 30 janvier 1918 et est destinée exclusivement aux propriétaires ou ayants-cause par voie de succession.

## Distinctions
- Commandeur de la Légion d'honneur (9 janvier 1914) 
  -  Officier de la Légion d'honneur (16 janvier 1906)
  -  Chevalier de la Légion d'honneur (11 juillet 1897)